# Richard Sseruwagi
Richard Kaigoma Sseruwagi (født 8. august 1954) er en ugandisk-svensk skuespiller og musiker.
Sseruwagi blev født i Masaka og studerede i Kampala, men måtte i 1977 flygte under diktatoren Idi Amins styre. Året efter i 1978 fik han asyl i Sverige og opnåede til sidst svensk statsborgerskab. Han har arbejdet på mange forskellige teatre såsom Dramaten, Uppsala stadsteater, Orionteatern og Stockholms stadsteater.
Sseruwagi blev i løbet af 1990'erne et velkendt ansigt i Sverige, især i forbindelse med dramaserien Tre kronor, som åbnede dørene for hans filmkarriere. Udover skuespil har han også indspillet og udgivet musik.

## Udvalgt filmografi
- Tre kronor (tv-serie, 1994-1996)
- Den hvide løvinde (1996)
- Arne Dahl: Misterioso (2011)
- Ægte mennesker (tv-serie, 2012)
- 100 Code (tv-serie, 2013)
- Beck (tv-serie, 2015)
- Springfloden (tv-serie, 2016)
- Medan vi lever (2016)
- Recurrence (kortfilm, 2022)
- Anden akt (2023)
- De umage detektiver (tv-serie, 2023)